# Goethe-Institut Česko
Goethe-Institut Česko (německy: Goethe-Institut Tschechien) je pobočka celosvětové sítě Goethe-Institutu v Praze. Nachází se na Novém Městě, Masarykově nábřeží, poblíž Národního divadla. Nabízí výuku němčiny, vzdělávání i pro pedagogy, certifikované jazykové zkoušky a zdarma také kulturní akce, mezi které náleží autorská čtení či projekce filmů. Uvnitř budovy je kromě tříd na výuku němčiny např. i německá knihovna a výstavní prostory. Česká, resp. československá pobočka institutu vznikla v roce 1990. Její dům je veřejně přístupný a nabízí též komentované prohlídky po své architektuře a minulosti.

## Činnost
Cílem a úkolem pražského Goethe-Institutu je podporovat znalost německého jazyka v Česku, pěstuje mezinárodní kulturní spolupráci. Informuje o kulturním, politickém, společenském životě v Německu.
Pořádají se zde semináře pro učitele němčiny jako cizího jazyka. Funguje zde rozsáhlý zkouškový program znalostí němčiny. Kulturní akce pořádané tímto institutem jsou primárně určeny českému publiku a tudíž přístupné i bez znalosti němčiny (akce jsou tlumočeny či titulkovány). Institut rovněž pravidelně pořádá soutěže a semináře pro veřejnost i studenty. Při institutu byla v květnu 2017 založena knihovna věcí., funguje v něm i kavárna Café Goethe.

## Budova

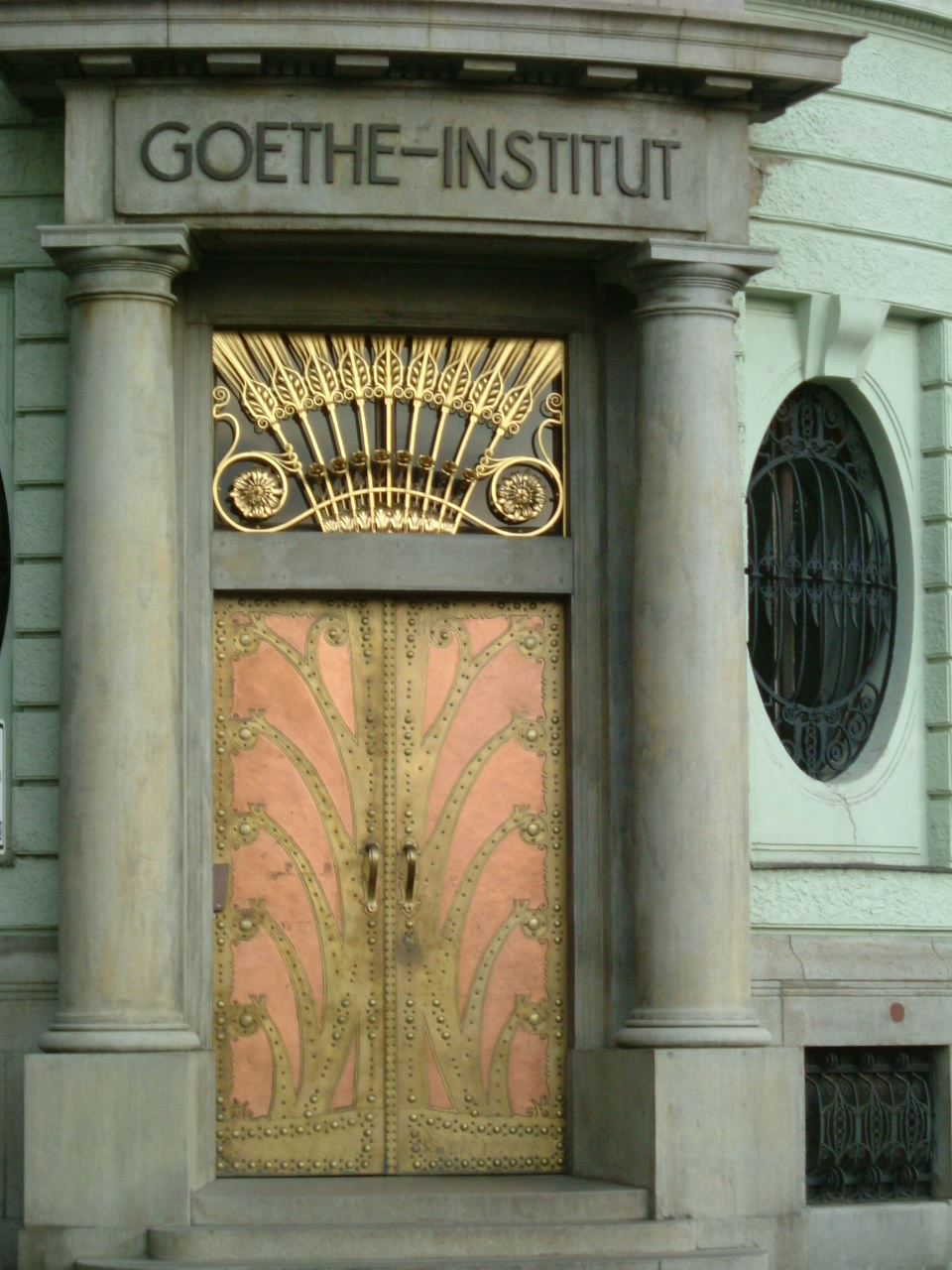
Detail hlavního vstupu, 2009

### Historie
Goethe-Institut v Praze sídlí od roku 1991 v budově na Masarykově nábřeží. Tato secesní budova byla postavena v letech 1903 až 1905, díky asanaci předchozích domů. Ty byly z 15. století – dům Šandovský (U tří divých mužů) a část Nových Lázní č. p. 228.
Současnou budovu navrhl Jiří Stibral, plastiky na fasádě navrhl sochař Ladislav Šaloun. Investorem byl Fr. Schaffer. Byla postavena pro První českou zajišťovací banku, která zde měla své hlavní sídlo. Ta byla ale v roce 1945 znárodněna a v roce 1958 zrušena. Mezi lety 1945-48 tuto budovu využívalo bulharské velvyslanectví, v letech 1949-1990 zde bylo velvyslanectví Německé demokratické republiky. Od roku 1991 je budova sídlem pražského Goethe-Institutu.

### Popis
V průčelí této nárožní budovy se nachází vstup, má 5 pater, je vysoká přibližně 25 metrů. Jedná se o kulturní památku s číslem 41409/1-2086, zapsána do seznamu byla již před rokem 1988.
Přízemí, první a druhé patro jsou veřejně přístupné od pondělí do soboty. V přízemí budovy se nachází veřejně přístupná kavárna Cafe Goethe a kanceláře německé akademické služby DAAD. V prvním patře lze navštívit německou knihovnu, dětský koutek a výstavní prostor. Ve druhém patře pak sál pro kulturní akce a reprezentativní foyer s výhledem na Prahu. Ve sklepních prostorách se nalézá sauna z počátku 70. let 20. století, která do roku 1990 sloužila osobním potřebám východoněmeckých velvyslanců.